# Arrojas
Arrojas (en asturiano: Arroxas) es una aldea española de la parroquia de San Juan de Piñera, perteneciente al municipio de Cudillero, en la comunidad autónoma de Asturias.

## Toponimia
El lugar puede encontrarse referido como Arrojas y Arroxas.

## Historia
Hacia mediados del siglo XIX, el lugar, ya por entonces perteneciente a la parroquia de San Juan de Piñera del municipio de Cudillero, tenía contabilizada una población de 22 habitantes. Aparece descrito en el tercer volumen del Diccionario geográfico-estadístico-histórico de España y sus posesiones de Ultramar de Pascual Madoz con las siguientes palabras:

ARROJAS: l. en la prov. y dióc. de Oviedo (7 leg.), part. jud. de Právia (1 1/4), ayunt. de Cudillero (1/4), y felig. de San Juan de Pinera (V.): sit. en el último descenso de las vertientes orientales de Sta. Ana de Montarés: el terreno es de buena calidad y fértil: prod.: escanda, maiz, habas, patatas y otros frutos: pobl.: 6 vec., 22 almas.
(Madoz, 1846, p. 20)

En 2023, la entidad singular de población de Arrojas tenía empadronados 11 habitantes, todos ellos en el núcleo de población de ese nombre.